# هيلاري مكاي
هيلاري مكاي (بالإنجليزية: Hilary McKay)‏‏ (12 يونيو 1959 في بوسطن - ) كاتِبة، وروائية، ومؤلفة من المملكة المتحدة.

## روابط خارجية
- هيلاري مكاي على موقع IMDb (الإنجليزية)
- هيلاري مكاي على موقع ميوزك برينز (الإنجليزية)